# Esküvő monszun idején
Az Esküvő monszun idején (eredeti cím: Monsoon Wedding) egy 2001-es indiai film Mira Nair rendezőtől, ami egy hagyományos pandzsábi esküvő bonyodalmait mutatja be Delhiben. Említést érdemel a film zenéje, ami kiemeli a filmbeli jeleneteket, és erősen meghatározza a film hangulatát. A film alapvetően dráma, vígjátéki elemekkel.

## Díjak
A film Arany Oroszlán díjat kapott a velencei biennálén. Mira Nair volt az első nő aki megkapta ezt a díjat. A film 20 millió dolláros bevétellel a legsikeresebb indiai filmek egyike.